# Nazionale femminile di pallacanestro dell'Albania
La nazionale femminile di pallacanestro dell'Albania, selezione delle migliori giocatrici di pallacanestro di nazionalità albanese, rappresenta l'Albania nelle competizioni internazionali di pallacanestro organizzate dalla FIBA. È gestita dalla Federazione cestistica dell'Albania.
Attualmente è allenata da Viron Toska.

## Storia
Il team albanese non ha mai partecipato alle massime competizioni internazionali. Ha sempre disputato l'European Promotion Cup, che altro non è che un piccolo Campionato Europeo riservato alle nazionali dei Piccoli Stati d'Europa. Dal 2005, la FIBA ha suddiviso la zona europea in Division A e Division B, ed ha rinominato l'European Promotion Cup in Eurobasket Division C.

Attualmente la nazionale albanese occupa tale categoria e disputa il corrispondente Campionato Europeo.

Gli unici risultati di rilievo ottenuti dalla selezione albanese sono stati:
- 1997 Qualificazioni all'Eurobasket 1997, dove arrivò quinta nel suo girone, ma non riuscì a qualificarsi
- 2009 l'Edizione dei Giochi del Mediterraneo, dove ha ottenuto il sesto posto su sette squadre partecipanti

## Piazzamenti

### Campionati europei division C
- 1996 -  2°
- 2002 -  1°
- 2008 -  2°

### Giochi del Mediterraneo
- 1987 -  1°
- 1991 - 5°
- 2009 - 6°

## Formazioni
Campionato europeo FIBA dei piccoli stati Women 20242 Baraj, 6 Lalaj, 8 Fekollari, 11 Gjergji, 12 Dishnica, 13 Semanjaku, 15 Mollaj, 21 Velias, 23 Qosja, 31 Muca, 32 Pellumbi, 77 Mala,        All. Klaudio Ndoja
Pallacanestro femminile ai X Giochi del MediterraneoAbdullai, Alibegaj, Dibra, Goxhi, Guxho, Hoxha, Lacaj, Sadushi, Sulollari, All. Bashkim Milo
Pallacanestro femminile agli XI Giochi del MediterraneoAlibegaj, Dauti, Dibra, Dobro, Fusha, Goga, Guxho, Jaupi, Nakolli, Ruçi, Shehu, Tafa, All. Petrit Stefa
Pallacanestro femminile ai XVI Giochi del Mediterraneo4 Myrto, 5 Zykaj, 6 Gjoka, 7 Hoxhaj, 8 Cakici, 9 Bujari, 10 Demiraj, 11 Plasa, 12 Kostallari, 13 Cani, 14 Aliaj, 15 Permeti,        All. Viron Toska

## Nazionali giovanili
- Selezioni giovanili della nazionale femminile di pallacanestro dell'Albania